# Guilherme V da Aquitânia
Guilherme V da Aquitânia "o Grande" (969 — Maillezais, 31 de janeiro de 1030) foi duque da Aquitânia, sucedendo a seu pai, e também conde de Poitou (como Guilherme III), desde 990 até à sua morte. 
Foi grande amigo do Bispo Fulberto de Chartres, em quem encontrou um grande mecenas, tendo com a sua ajuda fundado uma escola e uma catedral na cidade de Poitiers. Guilherme era tido como um homem de grande conhecimento e bem educado. Devido à sua vontade de coleccionar livros constituiu uma apreciável biblioteca que contribuiu para a prosperidade da corte da casa da Aquitânia e para transformar esta num centro de erudição no sul da França.

## Relações familiares
Foi filho de Guilherme IV da Aquitânia (935 - 963), dito "o Braço de Ferro", duque da Aquitânia e conde de Poitiers (como Guilherme II), e de Ema de Blois, filha de Teobaldo I de Navarra "o Trapaceiro", conde de Blois e de Luitegarda de Vermandois. 
Casou por três vezes. O seu primeiro casamento foi com Adalmode de Limoges, viúva de Aldeberto I de La Marche, e filha de Geraldo de Limoges, visconde de Limoges e Rotilda de Brosse. Tiveram um filho:
1. Guilherme VI da Aquitânia (? - 15 de Dezembro de 1038), sucedeu ao pai como conde de Poitiers (como Guilherme IV). Casou-se com Eustáquia, mas não tiveram filhos. Foi sucedido por seu meio-irmão Otto.

O segundo casamento foi com Sancha da Gasconha (ou Prisca da Gasconha) (? - 1018), filha do duque Guilherme II Sanches da Gasconha, tendo sido irmã do duque Sancho VI Guilherme. Deste casamento nasceu:
1. Otto da Gasconha, (? - 10 de março de 1039) foi duque da Gasconha e conde de Poitiers.
2. Adelaide da Gasconha, casada com Geraldo I Trencaléon conde de Armagnac, filho de Bernardo I de Armagnac, Conde de Armagnac.
3. Teobaldo da Gasconha, que faleceu jovem.

O seu terceiro casamento foi com Inês da Borgonha, filha de Otão-Guilherme da Borgonha (962 - 21 de setembro de 1026), duque da Borgonha, tendo esta depois se casado em segundas núpcias com Godofredo II Martel, conde de Anjou. Deste terceiro casamento nasceu:
1. Pedro, chamou-se depois Pedro-Guilherme ou Guilherme VII da Aquitânia (1023 - 1058), foi duque da Aquitânia e conde de Poitiers (como Guilherme V) de 1039 até sua morte, sucedendo a seu irmão Otto. Guilherme, entretanto, não sucedeu ao irmão na Gasconha. Foi apelidado "a Águia" ou "o Duro". Foi casado com Ermesinde de Longwy, tida por alguns historiadores como filha de Adalberto da Lorena Clemência de Foix. Eles provavelmente foram os pais de duas filhas: (1) Clemência da Aquitânia, casada com Conrado I, conde de Luxemburgo; (2) Inês de Poitou, casada com Pedro I de Saboia.
2. Guido-Godofredo, chamou-se depois Guilherme VIII da Aquitânia (1024 - 25 de Setembro 1086),[2] e foi duque da Aquitânia e conde de Poitiers (como Guilherme VI). Casou-se três vezes, a primeira com Garsende de Périgord, a segunda com Matilde de la Marche e a terceira com Hildegarda da Borgonha.
3. Inês da Aquitânia (1023 - 14 de Dezembro de 1077) casada com Henrique III, Sacro Imperador Romano-Germânico (28 de Outubro de 1017 - 5 de Outubro de 1056).